# Dodi (futebolista)
Douglas Moreira Fagundes (Santo Antônio do Sudoeste, nascido em 17 de abril de 1996), mais conhecido como Dodi, é um futebolista brasileiro que atua como Meio-campista no Grêmio.

## Carreira

### Início
Nascido em Santo Antônio do Sudoeste, no estado do Paraná, Dodi ingressou nas categorias de base do Grêmio em 2008, aos 12 anos. Deixou o clube no final de 2013 e, posteriormente, transferiu-se para o Criciúma.

### Criciúma
Após atuar inicialmente na equipe sub-20, Dodi fez sua estreia na equipe principal do Criciúma – e também no Campeonato Brasileiro Série A – no dia 23 de novembro de 2014, como titular em um empate por 1–1 contra o Flamengo, fora de casa, em partida que marcou o rebaixamento do clube catarinense. Seu primeiro gol como profissional ocorreu em 8 de maio do ano seguinte, ao abrir o placar na vitória por 2–1 sobre o Mogi Mirim, fora de casa, na sua estreia na Série B.
Dodi se firmou como titular da equipe a partir de outubro de 2015, sob o comando do técnico Roberto Cavalo. Tornou-se titular absoluto no ano seguinte, renovando seu contrato até dezembro de 2018 no dia 4 de abril. Entretanto, deixou o clube pouco depois, encerrando sua passagem pelo Tigre com nove gols em 147 partidas.

### Fluminense
Em 19 de abril de 2018, Dodi foi anunciado como novo reforço do Fluminense, por empréstimo até o fim da temporada, com opção de compra. Estreou pelo clube em 6 de maio, entrando no lugar de Pedro na vitória por 2–1 sobre o Vitória, fora de casa.
Apesar de atuar como reserva de Richard e Jadson, Dodi assinou contrato em definitivo com o Fluminense no dia 12 de janeiro de 2019, até o final de 2020. Durante a temporada 2019, foi apenas a quarta opção no elenco, atrás de Yuri, Allan e Airton.
Com a chegada de Odair Hellmann para a temporada 2020, Dodi ganhou espaço como titular. Em outubro daquele ano, recusou a renovação de contrato, alegando que a proposta salarial foi "muito baixa", sendo posteriormente afastado do elenco principal em novembro, após o Fluminense divulgar nota oficial informando que o atleta já havia acertado com outro clube.

### Kashiwa Reysol
No dia 10 de fevereiro de 2021, Dodi foi anunciado pelo Kashiwa Reysol, da J1 League. Estreou pelo clube japonês em 1º de maio, substituindo Keiya Shiihashi na derrota por 1–0 para o Vegalta Sendai.
Seu primeiro gol no Japão aconteceu em 27 de agosto de 2022, no revés por 6–3 contra o FC Tokyo, em casa.

### Santos
Em 14 de dezembro de 2022, Dodi acertou seu retorno ao futebol brasileiro, sendo anunciado pelo Santos com um contrato válido por três temporadas. Estreou pelo clube no dia 14 de janeiro de 2023, como titular na vitória por 2–1 sobre o Mirassol, pelo Campeonato Paulista.

### Grêmio
Em 22 de dezembro de 2023, após o inédito rebaixamento do Santos no Campeonato Brasileiro, Dodi foi anunciado pelo Grêmio, assinando contrato por três temporadas.

## Títulos
Grêmio
- Campeonato Gaúcho: 2024[15]

- Recopa Gaúcha 2025[16]